# 煮転がし
煮転がし（にころがし）とは、里芋などを、焦げつかないように転がしながら、煮汁がなくなるまで煮詰めた料理である。別名に「にころばし」、「にっころがし」などがある。
里芋の煮っころがしの場合は、
- 皮をむいて切り、下茹でし、油で炒め、水と酒を加え沸騰させ、 砂糖を加えて落し蓋をして10分程度煮て、醤油を加えてさらに5～6分煮て、更に強火で煮る。

などのレシピがある。